# Blitva
Blitva (lat. Beta), rod dvogodišnjih biljaka i trajnica iz porodice Amaranthaceae. Latinsko ime roda Beta, bio je naziv za repu kod starih Rimljana. Sastoji se od 13 priznatih vrsta; kod Kew-a 10
Beta procumbens C.Sm. ex Hornem. sinonim je za Patellifolia procumbens (C.Sm. ex Hornem.) A.J.Scott, Ford-Lloyd & J.T.Williams.

## Vrste
1. Beta adanensis Pamuk. ex Aellen
2. Beta corolliflora Zosimovic ex Buttler
3. Beta lomatogona Fisch. & C.A.Mey.
4. Beta macrocarpa Guss.
5. Beta macrorhiza Steven
6. Beta maritima L.
7. Beta nana Boiss. & Heldr.
8. Beta palonga R.K.Basu & K.K.Mukh.
9. Beta patula Aiton
10. Beta trigyna Waldst. & Kit.
11. Beta trojana Pamukç. ex Aellen
12. Beta vulgaris L.
13. Beta webbiana Moq.